# يآركو أوكسانن
يآركو أوكسانن (بالفنلندية: Jaakko Oksanen)‏ هو لاعب كرة قدم فنلندي في مركز الوسط، ولد في 7 نوفمبر 2000 في هلسنكي في فنلندا. لعب مع نادي برينتفورد.

## وصلات خارجية
- يآركو أوكسانن على موقع الاتحاد الأوربي (الإنجليزية)
- يآركو أوكسانن على موقع قاعدة بيانات كرة القدم.إي يو (الإنجليزية)
- يآركو أوكسانن على موقع Soccerbase.com (لاعب) (الإنجليزية)
- يآركو أوكسانن على موقع Soccerway.com (الإنجليزية)
- يآركو أوكسانن على موقع عالم كرة القدم.نت (الإنجليزية)